# Laja Blanca
Laja Blanca är en ort i Mexiko.   Den ligger i kommunen Tamiahua och delstaten Veracruz, i den sydöstra delen av landet, 260 km nordost om huvudstaden Mexico City. Laja Blanca ligger 49 meter över havet och antalet invånare är 107.
Terrängen runt Laja Blanca är platt. Runt Laja Blanca är det ganska glesbefolkat, med 36 invånare per kvadratkilometer. Närmaste större samhälle är Naranjos, 12,0 km nordväst om Laja Blanca. Trakten runt Laja Blanca består till största delen av jordbruksmark.